# Chelonoidis becki
Espèce
Statut de conservation UICN

 VU D1+2 : Vulnérable
Synonymes
- Testudo becki Rothschild, 1901
- Chelonoidis nigra becki (Rothschild, 1901)
- Geochelone nigra becki (Rothschild, 1901)

Statut CITES
Chelonoidis becki est une espèce de tortues de la famille des Testudinidae.

## Répartition

Répartition des tortues géantes des Galapagos

Cette espèce est endémique de l'île Isabela aux Galápagos. Elle se rencontre sur les flancs Nord et Ouest du volcan Wolf.

## Taxinomie
Elle fait partie du complexe d'espèces des tortues géantes des Galapagos. Elle est parfois considérées comme une sous-espèce de Chelonoidis nigra.

## Étymologie
Cette espèce est nommée en l'honneur de Rollo Beck.

## Publication originale
- Rothschild, 1901 : On a new land-tortoise from the Galapagos Islands. Novitates Zoologicae, vol. 8, p. 372 (texte intégral).